# 1409
1409 (MCDIX) var ett normalår som började en tisdag i den julianska kalendern.

## Händelser

### Juni
- 26 juni – Pietro Filargi utses till motpåve under namnet Alexander V.

### Okänt datum
- Det sista skriftliga vittnesbördet om att nordbornas koloni på Grönland fortfarande existerar härrör från detta år.
- Universitetet i Leipzig grundas.
- I Pisa hålls ett kyrkomöte, konciliet i Pisa, för att bilägga den så kallade stora schismen.

## Födda
- 1 oktober – Karl Knutsson (Bonde), kung av Sverige 1448–1457, 1464–1465 och 1467–1470 samt av Norge 1448–1450 (född detta eller föregående år).
- René av Anjou, kung av Neapel 1435–1442.
- Bernardo Rossellino, italiensk arkitekt och skulptör.

## Avlidna
- 13 september – Isabella av Valois, drottning av England 1396–1399 (gift med Rikard II)